# Zoltán Balog
Zoltán Balog (Békéscsaba, 22 februari 1978) is een Hongaarse profvoetballer die voor Ferencvárosi TC speelt.
Balog is een verdediger-middenvelder en speelde eerder voor onder meer Békéscsaba Előre FC, BVSC Boedapest, Antwerp FC en Viborg FF. In 2005 speelde hij zes interlands voor Hongarije.
| Club       | Seizoen | Wedstrijden | Doelpunten |   |   |
| ---------- | ------- | ----------- | ---------- | - | - |
| Antwerp FC | 1998-99 | 6           | 0          | 1 | 0 |